# Окуневская культура
Окуневская культура — южносибирская археологическая культура скотоводов бронзового века, которая была распространена в Минусинской котловине, на среднем и верхнем Енисее (современная территория Хакасии, Тывы и южной части Красноярского края).
Сложилась в результате миграций преимущественно мужского позднеямного-раннекатакомбного населения из Северо-Западного Прикаспия на территорию Южной Сибири и его смешения с местным неолитическим женским субстратом. 
Название дано по улусу (аалу) Окунев Усть-Абаканского района (левобережье реки Абакан), где в 1928 г. С. А. Теплоуховым был впервые раскопан могильник этой культуры. Окуневцам были известны двух- и четырехколесные повозки. Значительное место занимала металлургия, животноводство, а также охота на диких животных и рыболовство. Плотно взаимодействовала с культурами андроновского круга. 
Наиболее известные памятники окуневской культуры — крепость (све) Чебаки, менгиры Тас Хыз и Улуг Хуртуях тас, а также наскальные рисунки (см. Шалаболинская писаница и Сыдинская писаница). Вероятно, этой же культурой оставлен единственный в регионе геоглиф — изображение быка размером 3 на 4 метра, обнаруженное в 2021 году в районе села Хондергей. 
Традиции окуневской культуры продолжились в культурах позднего бронзового века Минусинской котловины.

## История изучения и датировка
Первоначально погребения Окунева улуса были отнесены С. А. Теплоуховым к андроновской культуре. На основании находок сосудов, похожих на афанасьевские и андроновские, он считал население, оставившее этот могильник, переходным вариантом между этими культурами. Это давало основания говорить об их преемственности. Первые раскопки в начале 1920-х проводила А. П. Ермолаева. В 1947 г. М. Н. Комаровой памятники были выделены в ранний (окуневский) этап андроновской культуры.
В ходе массовых раскопок окуневских могильников А. Н. Липским в 1955-57 гг. впервые были обнаружены окуневские каменные плиты с изображениями в составе каменных ящиков, в которых совершались захоронения. Липский, который был профессиональным этнографом, а не археологом, предполагал что окуневские памятники являются доафанасьевскими и относил их к эпохе палеолита, так как считал окуневцев предками американских палеоиндейцев, опираясь на параллели в искусстве и антропологии. Раскопки могильника Черновая VIII на правом берегу залива Черновая Речка Красноярского водохранилища, погребения которого не были нарушены поздними вторжениями и не содержали афанасьевской керамики, проведённые Г. А. Максименковым в начале 1960-х гг., позволили ему выделить самостоятельную окуневскую культуру.
Согласно Л. А. Соколовой, различают четыре периода развития окуневской культуры (в частности, ранний Уйбатский этап, поздний Черновский этап, финальный Разливский этап). Типичные памятники: Тас-Хааза, Бельтыры, Уйбат III, Уйбат V (в бассейне реки Уйбат), Черновая VIII, Черновая X, Разлив, Стрелка. Радиоуглеродная AMS-датировка 50 окуневских образцов дала даты с 2600 до 1700 до н. э. В частности, Уйбатский период датируется 26—24 веками до нашей эры, а Черновой — 22—20 веками до нашей эры.

## Географическая протяженность
Поселения окуневской культуры были расположены в Минусинской котловине, на среднем и верхнем Енисее. Расположение основных памятников: 
- Све (гора-крепость) Чебаки — на правом берегу реки Чёрный Июс к северо-востоку от села Чебаки Ширинского района Республики Хакасия.
- Улуг Хуртуях тас — к западу от аала Анхаков и к северо-западу от реки Абакан (Хакасия).
- Хыс тас № 36 — озеро Чёрное к северо-востоку от горы Хызыл хас и севернее улуса Патанков (Ширинский район).
- Хыс тас № 96 — могильник Ар-Хая в верховьях устья реки Есь рядом с поселком Полтаков Аскизского района по дороге в село Таштып.
- Есинская стела (Хыс тас) — на реке Есь в 2 км к западу от современного села Усть-Есь, Аскизского района.
- Саралинское изваяние (Хыс тас) — в районе села Сарала Орджоникидзевского района Хакасии.
- Могильник Верхний Аскиз I — Аскизский район
- Курган в долине ключа Юр — Усть-Абаканский район.
- В Аскизском районе на территории музея-заповедника «Казановка» охраняются петроглифы окуневского периода.
- Шалаболинская писаница находится на правом берегу реки Тубы, правого притока Енисея, против села Тесинского к юго-востоку от деревни Ильинки, между логами и реки Шушь к юго-западу от села Шалаболино Курагинского района.
- В двух километрах от затопленного при строительстве Красноярской ГЭС села Сыда в Сыдо-Ербинской котловине на одной из соседних гор рядом с Сыдинской писаницей Н. В. Леонтьевым было открыто изображение личины и быка.
- В Идринском районе восточнее села Большой Телек[9].
- В Краснотуранском районе на левом берегу реки Бирь под горой Козлихой, на берегу реки Сыды[9].
- В Курагинском районе в селе Новопокровка[9].

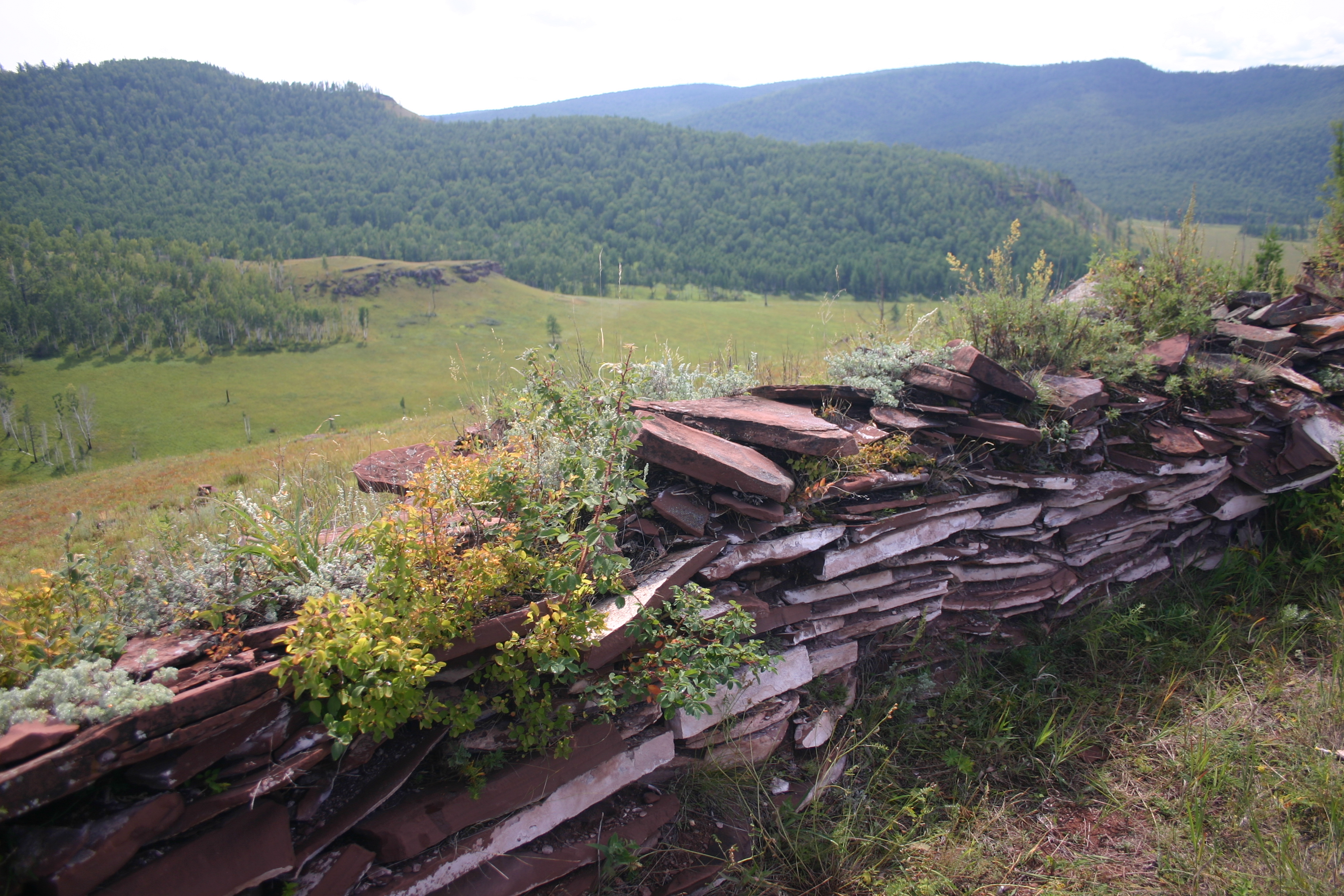
Гора-крепость Чебаки на правом берегу реки Чёрный Июс

- В Минусинском районе на берегу реки Тубы недалеко от села Кавказского, возле заимки Майдаши, вблизи села[9].
- На берегу озера возле одноименной деревни Малый Кызыкуль при раскопках в окуневском слое археологи в 1973 обнаружили остатки обгоревшего бревенчатого сооружения и фрагменты керамической посуды[9].
- В километре к югу от Минусинска на северной окраине соснового бора были раскопаны пять погребений в ящиках из плит[9].

## Поселения
Окуневские поселения были не очень долговременными, с небольшим культурным слоем и их находят редко. Окуневскую культуру обнаружили на небольших каменных укреплениях, расположенных на горах, хакасы называют их све. На территории Хакасии обнаружено около 45 све с фортификационными сооружениями, которые рассматриваются в основном как культовые комплексы. Крепость Чебаки — одно из первых археологически изученных све. На территории Тувы известны селища.

## Погребения
Окуневская культура представлена в основном погребальными курганными сооружениями под западной частью небольшой земляной или каменной насыпи с небольшими прямоугольными поверхностными оградами из каменных плит, вертикально вкопанных в землю высотой до 50 см, часто квадратные от 2,5 × 3 м, иногда встречаются погребальные комплексы размером 40 × 40 м. Внутри этих ограждений находились могилы, также облицованные каменными плитами, дно выложено мелкими плитками, перекрытие — из плит, реже — из брёвен и сверху плит, в неглубоких грунтовых ямах на раннем и позднем этапах. Ограда на могильнике близ аала Малый Спирин в Ширинском районе Хакасии, окружена по кругу диаметром около 84 м менгирами. По состоянию на 2018 год было изучено 62 окуневских кургана, состоящих из более 500 погребений и 60 одиночных погребений.
Могильники окуневской культуры располагаются, как правило, неподалёку от афанасьевских и насчитывают от 2 до 10 курганов, как исключение 14 курганов на могильнике Черновая VIII. Количество могил внутри ограды бывает различным — от 1 до 10 и даже 20, редко более 20 погребений. Помимо одиночных погребений встречаются парные, обычно «валетом», и реже коллективные. Практически в каждом могильнике находятся погребения мужчины с двумя женщинами. Положения на спине, чаще головой на запад, с сильно согнутыми в коленях ногами и вытянутыми вдоль туловища руками. Есть захоронения людей в скорченном на боку положении или ничком, сидя; черепов со следами трепанации. На лицо умерших наносили охрой поперечные полосы, под голову клали камень или плитку с выемкой. Ямы с черепами и костями животных считают следами поминальных обрядов.
На плитах в курганных склепах встречаются выбитые, гравированные и крашеные рисунки антропоморфных личин в головных уборах, существ в ритуальных костюмах, фантастических существ, реалистически выполненные изображения животных быков, лосей и других животных. Уникальны стелы с рисунками из погребальных склепов.

## Хозяйство

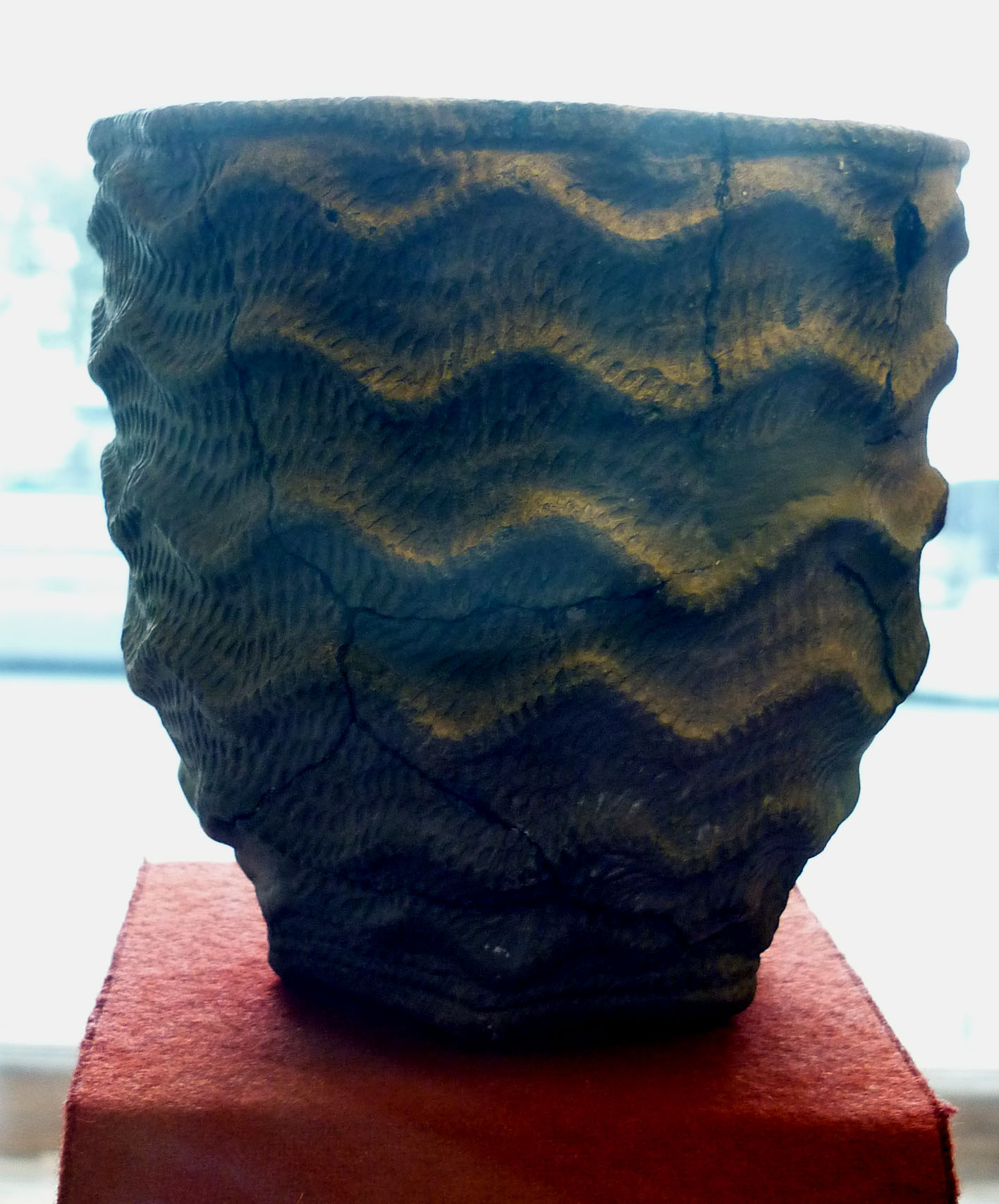
Керамика окуневской культуры (1-я половина 2-го тысячелетия до н. э.)

На памятниках окуневцев представлены такие архаичные артефакты, как каменные наконечники стрел, топоры, булавы, тёсла, бусы, костяные гарпуны, игольники и иглы, подвески из зубов животных.
Вместе с тем окуневцы обладали развитой металлургией на рудах Саяно-Алтайской горно-металлургической области. Использовалась «чистая» медь, и оловянная (редко мышьяковая) бронза. Наряду с ковкой применялось и литьё, что указывает на довольно высокий уровень металлообработки. Обнаружены бронзовые височные кольца, черешковые ножи-кинжалы, вкладышевые ножи, ножи-бритвы, шилья, наконечник копья, топор.
Основой хозяйственной деятельности было пастушеское скотоводство, рыболовство и охота на диких животных — лось, олень, косуля, марал, кабарга, медведь. В стаде преобладали овцы и крупный рогатый скот, лошади, быки (волы) для транспорта. Повозки были двух- и четырехколесные. Это обеспечивало подвижность населения, необходимую для сезонной смены пастбищ.
О земледелии свидетельствуют находки каменных мотыг, плит-зернотерок и пестов, жатвенных серпов (лезвие из меди, рукоять роговая).
К находкам окуневской культуры относятся богато украшенные баночные сосуды, кувшинообразной и конической формы, встречаются также курильницы с внутренней перегородкой. Окуневская керамика типично плоскодонная, на раннем этапе — круглодонная. Окуневская керамика отличается сплошной орнаментацией тулова, часто орнаментируется дно, края венчика и его внутренняя сторона. Орнамент сплошной или зональный, отпечатки гребенчатого и гладкого штампа, ямки, жемчужины, зигзаги. Керамические стили окуневской керамики более сопоставимы с более поздней резной грубой посудой, формально и неоднозначно с андроновской керамикой. Как отмечают исследователи, неповторимость каждого из них является важной особенностью Окуневской культуры.
Каменные и костяные жезлы, подвески в виде фигурок медведя, голов лося, птиц, антропоморфные скульптуры, миниатюрные пластинки с изображением женского лица считают атрибутами шаманов, жрецов или личными амулетами.

## Контакты с другими культурами
Окуневская культура обнаруживает некоторые общие элементы материальной культуры, включая гончарное дело, с местным неолитическим субстратом. В частности, усть-бельский керамический комплекс находит аналоги в культурах Западной Сибири и Алтая (самусская, елунинская, каракольская, кротовская). В известной степени сходны погребения канайского типа в Восточном Казахстане и окуневская культура Тувы.  На востоке окуневцы контактировали с неолитическими культурами Дальнего Востока (в частности, бойсмановской).
Решающую роль в формировании окуневской культуры сыграли западные (прото-тохарские) традиции афанасьевской культуры. Типологический горизонт между ними и развитием более позднего андроновского типа очень тонок. Связи афанасьевской и окуневской культур многообразны. Период их взаимодействия длился всего около ста лет, на некоторых территориях отмечается сосуществование. Археологами было выявлено много комплексов, содержащих признаки как окуневского, так и афанасьевского происхождения. Однако генетических следов афанасьевцев в окуневском генотипе практически не выявлено. Это говорит о вытеснении афанасьевского населения пришлым окуневским.
В наскальном искусстве Минусинской котловины распространены изображения ранних (вторая половина III тысячелетия до н. э.) двухколёсных повозок с составным дышлом из двух сходящихся под углом жердей, которые одновременно образуют каркас кузова. Конструкция повозок и профильная манера изображения указывают на связь не с Восточной Европой, а с западными районами Центральной Азии и, опосредованно, с Передней Азией.

## Антропологический тип
Антропологический тип населения этой эпохи был смешанного европеоидно-монголоидного происхождения, с преобладанием монголоидного. Как отмечает А. В. Громов, бросается в глаза их морфологическая разнородность — встречаются как чисто монголоидные черепа, так и типично европеоидные, не обнаруживающие никаких следов монголоидной примеси. По его мнению, облик окуневцев сложился в результате смешения местного неолитического населения с афанасьевцами — выходцами из территории Средней Азии и Казахстана.

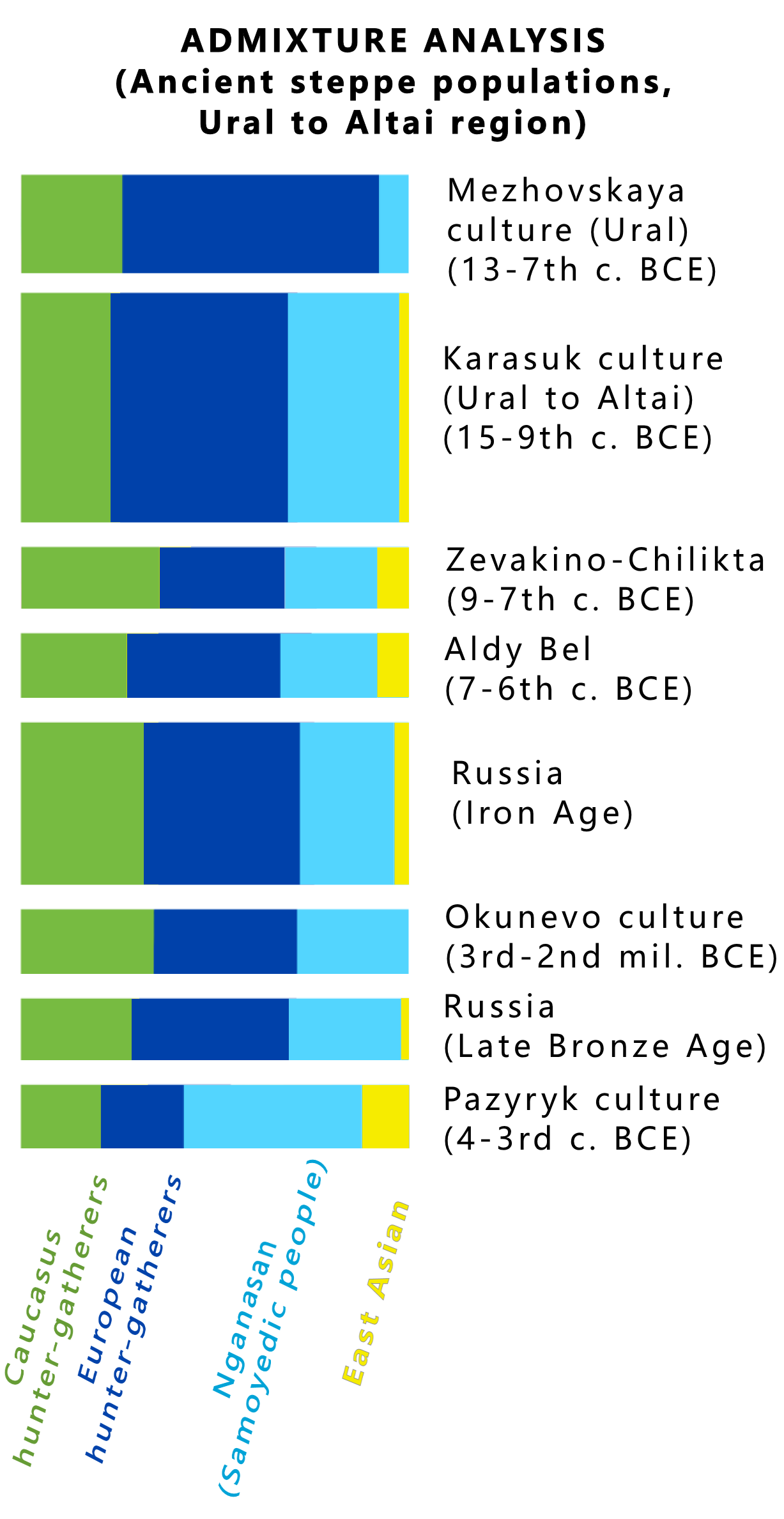
Упрощённая схема результатов анализа ADMIXTURE для древних степных популяций кочевников Евразийской степи (от Урала до Алтая), в том числе представителей Окуневской культуры. Количество предковых популяций варьируется от 2 до 15 (см. полную версию результатов):
Кавказские охотники-собиратели
Европейские охотники-собиратели
Нганасанский компонент (самодийцы)
Восточно-азиатский компонент

По мнению А. Г. Козинцева, облик окуневцев варьирует в зависимости от региона. Окуневцы Минусинской котловины были потомками местного неолитического населения, отличавшегося значительным своеобразием на фоне рас первого порядка. У окуневцев Тувы сильно выражены связи с ямниками и ранними катакомбниками Украины.
По мнению А. В. Полякова, культура сложилась в результате миграции в Минусинскую котловину из Прикаспия группы мужчин-скотоводов брахикранного европеоидного типа, отличного от долихокранных афанасьевцев. Вытеснив афанасьевцев, они брали в жёны местных монголоидных женщин, в результате чего произошла метисация.
В то время как некоторые авторы предполагают, что окуневцы, возможно, произошли от более северных племен, которые заменили афанасьевские культуры в этом регионе, другие считают, что окуневская культура была результатом контактов между местными неолитическими охотниками-собирателями и западными скотоводами.

## Палеогенетика
У представителей окуневской культуры преобладает Y-хромосомная гаплогруппа Q1a (субклады Q1a1b1, Q1a2a1c, Q1a2b). У одного представителя окуневской культуры определили субклад R1b1a2-M269 Y-хромосомной гаплогруппы R1b. У образца RISE664 (4409—4156 л. н., Okunevo_EMBA) определили Y-хромосомную гаплогруппу Q1b1a3a1~-Y18330*. У образца RISE674 (4300—3850 л. н., Okunevo_EMBA) определили Y-хромосомную гаплогруппу Q1b2b1~-Y2679* и митохондриальную гаплогруппу A-a1b3*.
У представителей окуневской культуры из могильника Сыда V (Минусинская котловина) определили разнообразие вариантов митохондриальной ДНК. Окуневцы принадлежали к западноевразийским (U, H, J и T) и восточноевразийским (A, C и D) к субветвям гаплогрупп.
Результаты анализа происхождения древних степных популяций кочевников Евразийской степи (от Урала до Алтая), включая представителей окуневской культуры бронзового века из Саяно-Алтая показал, что образцы содержали компоненты, максимально выраженные у европейских охотников-собирателей, кавказских охотников-собирателей из Грузии и также происходят от компонента, который максимально выражен у нганасан (самодийцы) и широко распространен среди различных современных людей из Сибири и Центральной Азии. Среди более ранних степных жителей, наследственный компонент, который максимально выражен в популяциях Восточной Азии, встречается в следовых количествах.
В 2016 году сообщалось, что к представителям окуневской культуры генетически близки современные коренные американские индейцы, что подтверждает предыдущие краниометрические исследования. Их общие предки, вероятно, происходят от населения позднего палеолита из кластера охотников-собирателей Мальты (стоянки Мальта́ в Прибайкалье и Афонтова гора в Красноярске).

## Искусство
Окуневцы оставили после себя замечательные памятники искусства. Характерные писаницы и каменные изваяния получили известность со времени путешествия Д. Г. Мессершмидта (1722 и 1723 годы) и последующих академических экспедиций. Наскальные изображения памятники изучаются и открываются новые, которые были не изучены предыдущими исследователями.
Каменные менгиры распространены на территории современной Хакасии и южной части Красноярского края. Коллекции окуневских каменных стел представлены в Хакасском национальном краеведческом музее в Абакане, в Минусинском региональном краеведческом музее им. Н. М. Мартьянова, Историко-архитектурном музее под открытым небом Новосибирска и коллекция керамики в Эрмитаже в Санкт-Петербурге.

### Антропоморфные изображения
Яркий характер искусства окуневской культуры создан монументальными каменными изваяниями и стелами с высеченными на них антропоморфными изображениями. На территории Минусинской котловины их исследовано более 300. На правом берегу Енисея известно только 10 памятников. Изваяние обычно представляет собой высокий камень доходящие до 6 метров в высоту (песчаник или гранит) саблевидной формы. Лицевой является его узкая грань. С неё на зрителя смотрит фантастическая личина: три глаза, ноздри, огромный рот, рога, длинные уши и всевозможные отростки. Изображение переходит с лицевой грани на широкие боковые, а иногда и на заднюю. Помимо центральной личины часто есть дополнительные, меньшего размера. Иногда на изваянии изображена пасть хищника, иногда — быки, много так называемых солярных знаков. Они бывают разных начертаний, но обычно это круг, вписанный в квадрат своеобразная мандала, символ космоса. Этот знак в качестве официального символа помещен как на государственный флаг, так и на государственный герб Хакасии.
Обсуждалось, что вертикальные стелы могут быть использованы древними как инструмент ориентирования в пространстве — времени — мильные камни и гномоны — солнечные часы, календари солнечных часов. Графический рисунок вертикальных солнечных часов виден в расходящихся лучах на обращенной к солнцу стеле, где зубец является ориентиром для точного определения полудня.
Извлечённые из погребений миниатюрные костяные пластинки с женскими изображениями считают атрибутами жрецов (шаманов) или личными амулетами.

### Художественные черты изображений
Выделяют следующие художественные особенности окуневских изображений:
- свободный разброс фигур в изобразительном поле;
- присутствие антропоморфных масок;
- удлиненные пропорции стилизованных фигур;
- разнообразные фантастические животные;
- антропоморфные существа с птичьими и звериными головами;
- священная (мировая) гора в виде треугольника, разделенного на части;
- триадные композиции, в которых изображение женского божества или её символа фланкировано двумя фигурами человека или животного;
- изображения божеств в островерхих шапках и с бычьими рогами;
- изображения янусовидных антропоморфных божеств;
- изображения антропоморфных фигур с двумя орлиными головами;
- изображения птиц и орнитоморфных фигур со спиральным «хохолком» на голове;
- фигуры человека с ногами и головой, развернутыми в профиль, а туловищем — в фас;
- изображения персонажей под аркой «небосвода»;
- «солярный» знак.

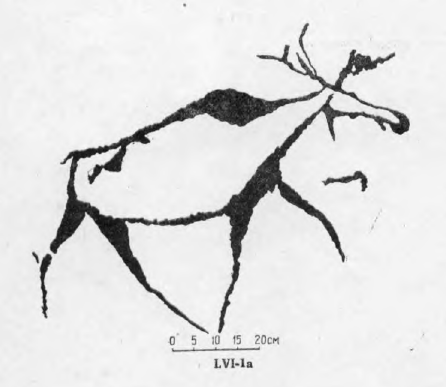
Шалаболинские (тесинские) наскальные изображения (эстампаж А. В. Адрианова, 1907—1910)
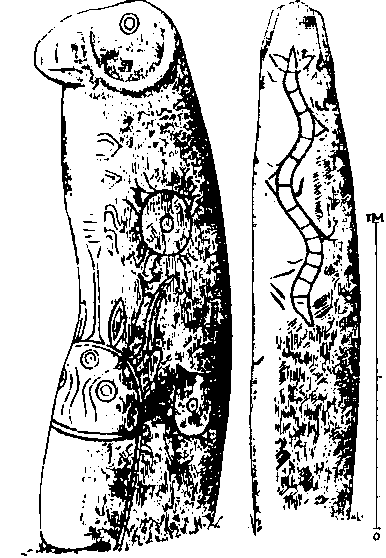
Памятник окуневского искусства, зарисованный экспедицией Аспелина (1897). Эти каменные изваяния экспонируются в Минусинском региональном краеведческом музее им. Н. М. Мартьянова[34].
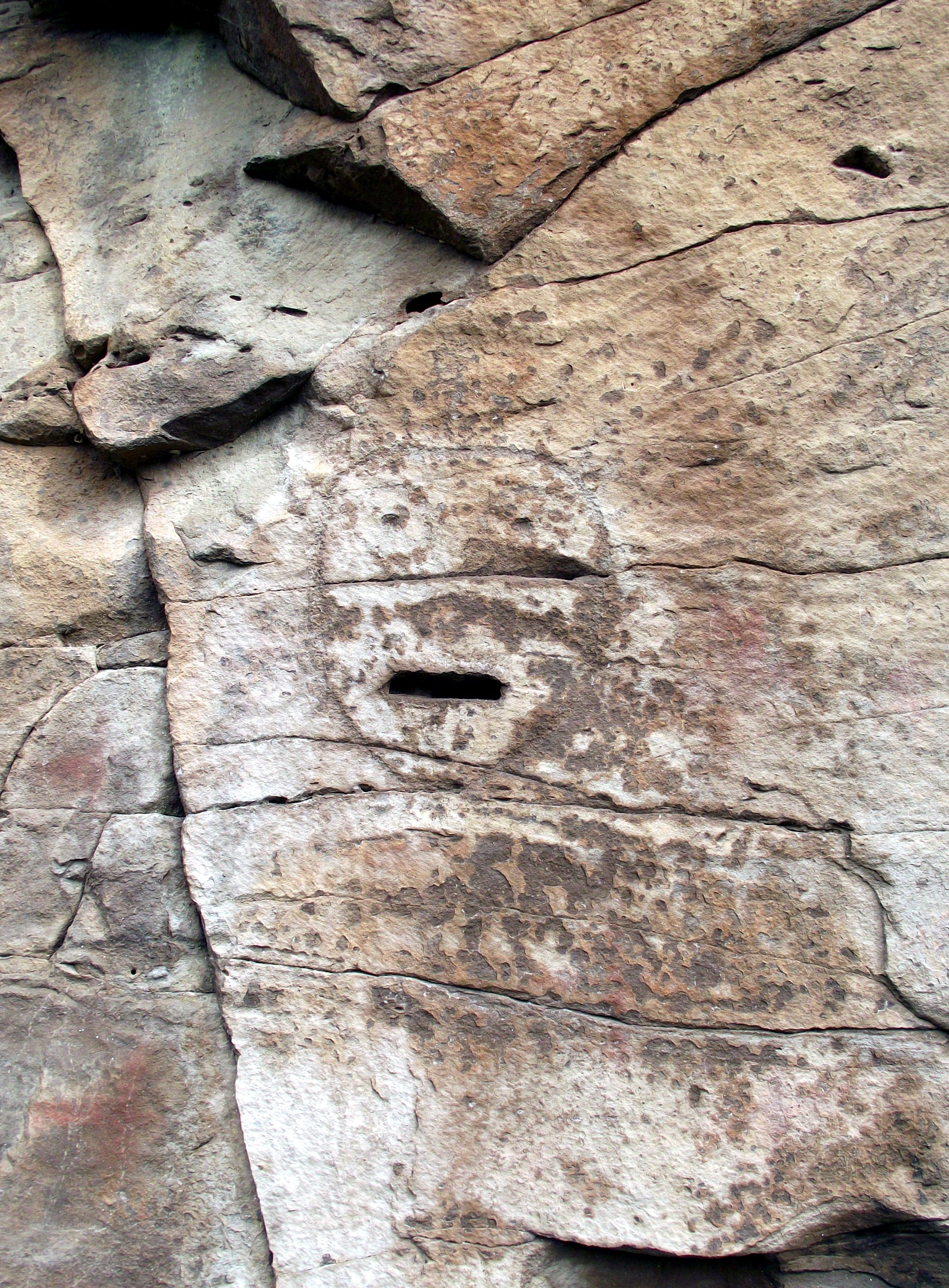
Петроглиф «Личина» в музее-заповеднике «Казановка» (конец 3-го тыс. до н. э.)
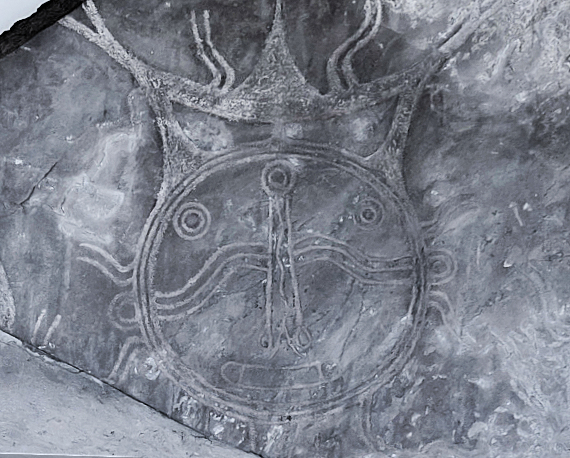
Трёхглазое божество в короне. Фрагмент плиты, повторно использованной для перекрытия погребения на  правом берегу залива Черновая Речка Красноярского водохранилища[35].